# Synagoge Chust (Ukraine)

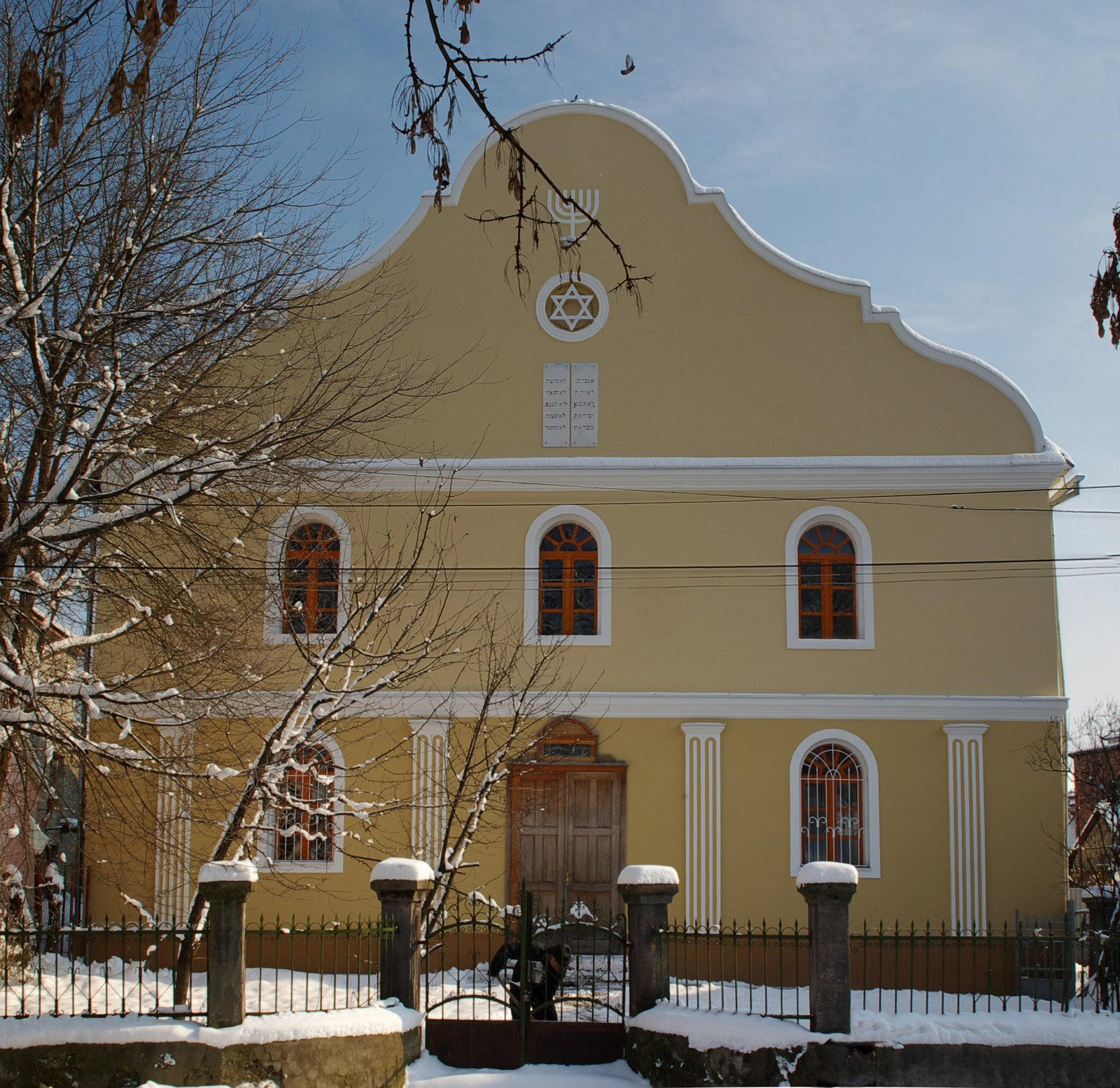
Synagoge in Chust

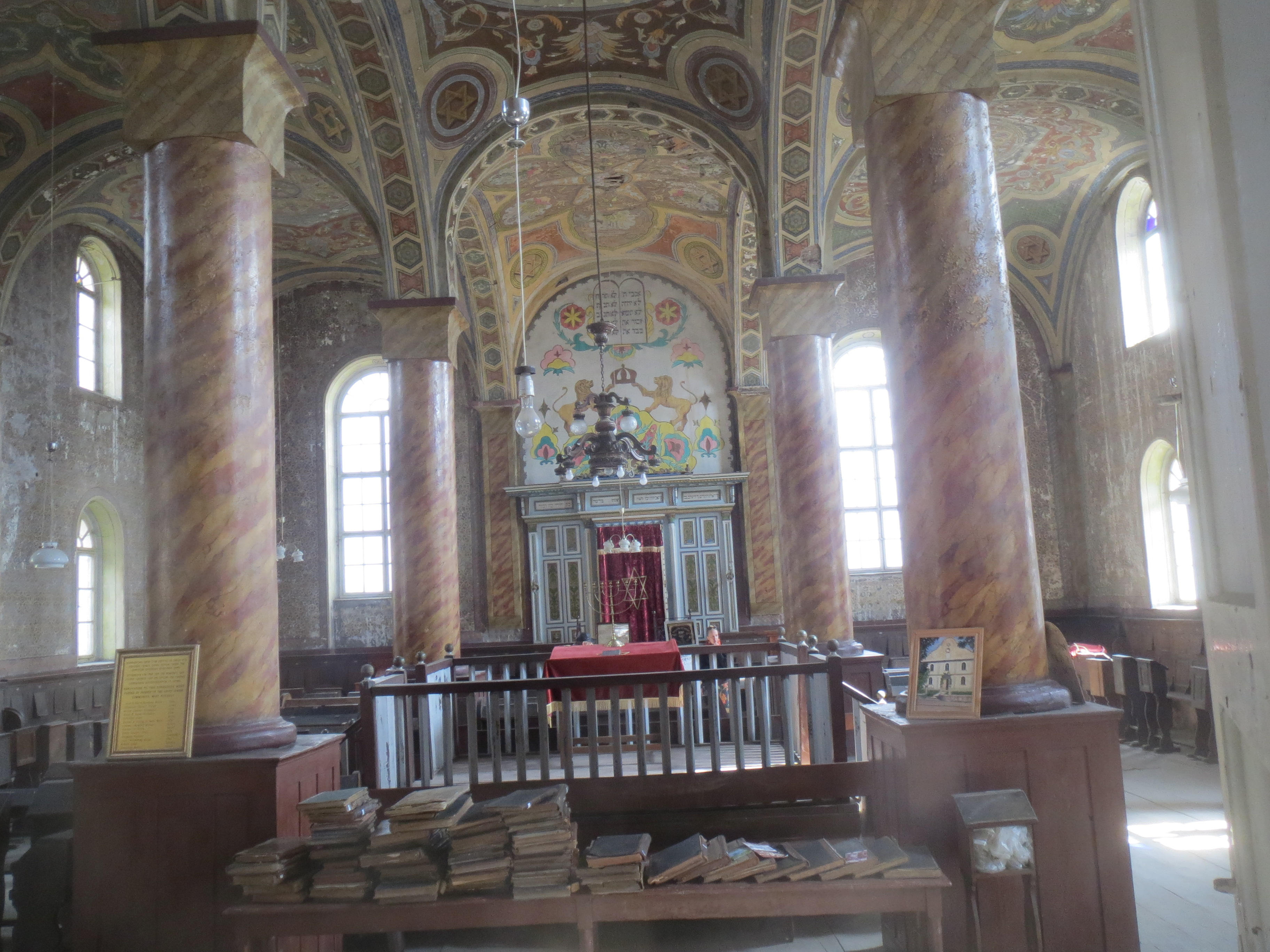
Innenansicht. Bima im Vordergrund, Toraschrein im Hintergrund

Die Synagoge in Chust, einer Stadt in der Oblast Transkarpatien im äußersten Westen der Ukraine (Karpatoukraine), wurde im 18. Jahrhundert errichtet. Die Synagoge ist ein geschütztes Kulturdenkmal.

## Beschreibung
Ursprünglich bestand die Synagoge als Zwillingsgebäude aus zwei identischen Bauwerken mit getrennten Eingängen. Die linke Seite wurde irgendwann abgerissen. Große Rundbogenfenster erhellen das Innere.
Die Bima steht in der Mitte des Raumes und wird von vier Säulen umgeben, die das Gewölbe tragen. Dieser Stil der sogenannten Neun-Felder-Synagoge tauchte zu Beginn des 17. Jahrhunderts erstmals in der Großen Maharscha-Synagoge in Ostroh und der Großen Vorstadt-Synagoge in Lemberg auf. 